# Lyonsiella alaskana
Lyonsiella alaskana är en musselart som beskrevs av Dall 1895. Lyonsiella alaskana ingår i släktet Lyonsiella och familjen Verticordiidae. Inga underarter finns listade i Catalogue of Life.